# Akebono (DE-201)
Akebono (DE-201) byla fregata Japonských námořních sil sebeobrany. Ve službě byla v letech 1956–1976. Japonsko plavidlo tradičně klasifikovalo jako eskortní torpédoborec, čemuž odpovídalo jeho trupové číslo s kódem DE (Destroyer Escort).

## Stavba
Stavba fregaty byla objednána v rámci programu z roku 1953. Stavba byla zahájena 10. prosince 1954, trup byl na vodu spuštěn 30. října 1955 a konečně 20. března 1956 byla Akebono přijata do služby.

## Konstrukce
Fregata byla vyzbrojeny dvěma 76,2mm kanóny a čtyřmi 40mm kanóny. Protiponorkovou výzbroj tvořil jeden salvový vrhač hlubinných pum Hedgehog, dále osm klasických vrhačů a jedna skluzavka hlubinných pum. Elektroniku tvořily radary SPS-6 a SPS-10. Pohonný systém tvořily dva kotle Ishikawajima/Foster Wheeler a dvě převodové turbíny Ishikawajima o výkonu 18 000 shp. Nejvyšší rychlost dosahovala 28 uzlů. Dosah byl 4000 námořních mil při rychlosti 14 uzlů.

### Modernizace
V roce 1959 byla změněna výzbroj plavidla. To až do svého vyřazení roku 1976 neslo dva 76,2mm kanóny modernější verze, jeden 40mm kanón, salvový vrhač Hedgehog a čtyři vrhače hlubinných pum.